# Добрянский, Флавиан Николаевич
Флавиа́н Никола́евич Добря́нский (16 (28) февраля 1848—1919) — русский филолог, историк, археограф, педагог.

## Биография
Родился в семье священника села Черницы Новоград-Волынского уезда Волынской губернии. В 1868 году окончил Волынскую духовную семинарию, после чего продолжил обучение в Московской духовной академии, которую закончил в 1872 году.
По окончании академии был направлен преподавать в город Вильну, где и провёл всю жизнь. С 1872 по 1883 год Ф. Н. Добрянский преподавал греческий язык в Литовской духовной семинарии. В 1876 году Добрянского пригласили в состав Временной комиссии, созданной в связи с Высочайше утверждённым проектом открытия в Вильне Публичной библиотеки, с музеем при ней. Работу в этой комиссии Ф. Н. Добрянский многие годы совмещал с преподаванием в семинарии; впоследствии (в 1902 году) он был назначен председателем этой комиссии.
В 1883 году Ф. Н. Добрянский перешёл из семинарии в Виленский учительский институт, где был назначен преподавателем истории и географии. В 1886 году Добрянского ввели в состав Виленской археографической комиссии, работу в которой он также совмещал с преподаванием в институте. Впоследствии он возглавил и эту комиссию; название его должности в 1902—1913 годах — председатель Комиссии по устройству Публичной библиотеки и Археографической комиссии в Вильне. Добрянский также состоял членом совета Северо-западного отдела Русского географического общества.
В 1914 году Ф. Н. Добрянский был назначен директором Виленского еврейского учительского института. В ходе Первой мировой войны, в 1915 году немецкая армия заняла город. После ухода немецких оккупантов 2 января 1919 года Вильной впервые овладели польские вооружённые формирования. Через три дня, 5 января их выбила из города Красная армия, однако 19 апреля Польша вновь оккупировала Вильну, и таким образом жизнь пожилого русского учёного завершилась в оккупации. 11 октября 1919 года при личном участии Ю. Пилсудского в Вильне был спешно (указ о создании университета Пилсудский подписал 28 августа 1919 года) открыт Университет Стефана Батория, куда передали, в том числе, фонды Публичной библиотеки, которые на протяжении десятилетий собирали Ф. Н. Добрянский и его коллеги.

## Труды
- Словарь особенностей греческих диалектов дорического, эолического, ионического и аттического, с образцами этих диалектов. Пособие при чтении этих диалектов (1879)
- Путеводитель по Виленской Публичной библиотеке (1879, 1904)
- Каталог предметов музея древностей, состоящего при Виленской Публичной библиотеке (1879, 1885)
- Описание рукописей Виленской Публичной библиотеки, церковнославянских и русских (1882)
- Описание рукописного отделения Виленской Публичной библиотеки (т.2, 1897; т.5, 1906)
- Каталог дублетов русского отделения Виленской Публичной библиотеки (1877, 1902)
- Отчёт о командировке на Парижскую всемирную выставку 1900 г. (1902)
- О литовских татарах" (1906)

Многие статьи и библиографические заметки Ф. Н. Добрянского опубликованы в «Виленском вестнике». При участии и с предисловиями Ф. Н. Добрянского издано три тома «Актов Виленской Археографической комиссии» (т. XV, 1888; т. XXI, 1894; т. XXVI, 1899).
Ф. Н. Добрянский — автор единственного на русском языке (до Октябрьской революции) путеводителя по Вильне, который неоднократно переиздавался под разными названиями с дополнениями и исправлениями (1883, 1890, 1904 гг.):
- Ф. Д. Путеводитель по Вильне и её окрестностям. 2-е испр. изд. Вильна: 1890.
- Ф. Добрянский. Старая и новая Вильна. Изд. 3-е. Вильна: Типография А. Г. Сыркина, 1904.